# Усвјатско језеро
Усвјатско језеро (рус. Усвятское) слатководно је језеро глацијалног порекла смештено у југозападном делу Усвјатског рејона на крајњем југу Псковске области, односно на западу европског дела Руске Федерације.
Налази се у басену реке Усвјаче, притоке Западне Двине. Усвјача се улива у језеро на његовој северној, а из њега излази на његовој јужној обали. На западу је мањом протоком повезано са суседним језером Узмењ.
Акваторија језера обухвата површину од око 6,99 км² (699 хектара, са острвима 7,03 км² или 703 хектара), максимална дубина језера је до 3,6 метара, док је просечна дубина око 1,4 метра. Површина сливног подручја је око 1.200 км².
На обали језера налазе се село Бондарово, Дворец и Молитвино, те варошица Усвјати.